# 二壘手

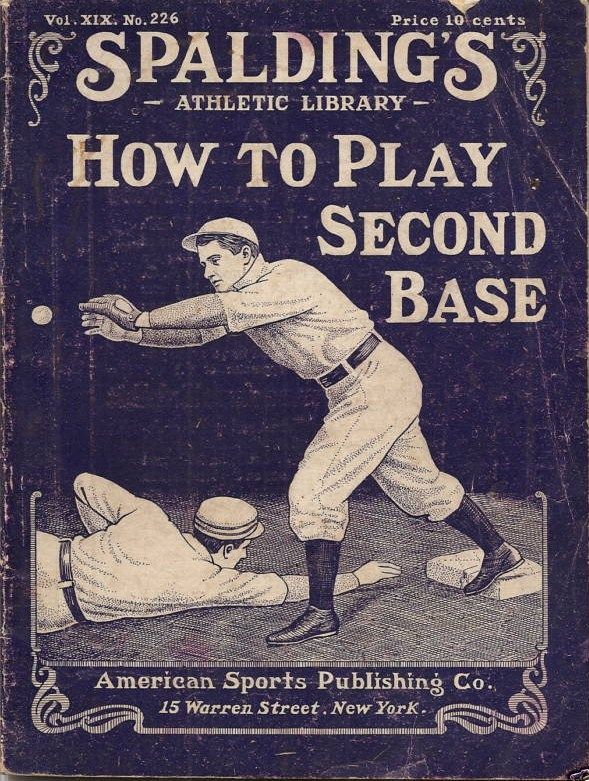
1905年出版的一本二壘手教學書籍

二壘手（英語：Second Baseman，通常簡寫為），是在棒球或壘球比賽中，負責防守二壘的球員。

## 概要
二壘手通常守備位置在一、二壘之間。是個需要靈活身手的守備位置。平時除了接捕擊球，也時常必需跑動到二壘以接捕其他守備球員的傳球，與游擊手相似，由於現代棒球左手擊球員的增加，二壘手的重要性與游擊手不相上下，兩者常被合稱為「二游防線」。二壘手及游擊手皆需擔任外野轉傳球的中繼角色，在與游擊手搭配的雙殺守備中，6-4-3及4-6-3的狀況，二壘手接球轉傳的難度皆比游擊手高。
一般大眾皆認為二壘手與三壘手相比守備較為輕鬆，然事實上於有一定強度之棒球比賽中，二壘手之守備壓力不下於游擊手，此種程度比賽中對方打者能拉擊出強襲球，亦能推擊出強勁滾地球/平飛球，且二壘手需防守兩側大範圍來襲之球，而三壘手僅需防守左手邊的區域（右手邊來襲的球很大機率會出界）。
在紀錄逐局比賽過程時，通常以數字4來代表二壘手這個守備位置。

## 外部連結
- 二壘手在台灣棒球維基館上的頁面（繁體中文）